# روبرت ويد (رسام)
روبرت ويد (بالإنجليزية: Robert Wade)‏ هو رسام أسترالي، ولد في 1930 في ملبورن في أستراليا.